# Удовице (ТВ серија)
Удовице (шп. Las Aparicio) мексичка је теленовела, снимана 2010.
У Србији је емитована 2012. на телевизији Авала.

## Синопсис
Ово је прича о три генерације жена које повезује чудна породична традиција. Све су остале удовице под неразјашњеним околностима. Све рађају искључиво девојчице. Овај феномен не може се објаснити ни најбеспрекорнијом логиком. Нико не успева да схвати је ли у питању проклетство, зла коб или нешто друго.
Апарисиове нису дошле на овај свет да би патиле — оне су савремене и урбане жене, одлучне да саме владају својим животом. Смрт мужева навела их је да схвате да им мушкарци нису потребни како би преживеле - сада их имају јер тако желе, из чисте пожуде.
Глава породичног клана је Рафаела Апарисио, која је, након што је сахранила тројицу мужева који су умрли у чудним несрећама, одгајила своје три кћери — Алму, Мерседес и Хулију, и васпитала их у ратничком духу, да би знале да се боре за себе, баш као и она сама.
Алма је удовица пословног човека. Убијен је под неразјашњеним околностима. Она је морала да почне од нуле како би постала то што је сада — власница агенције, која успешним дамама дискретно препоручује мушку пратњу.
Мерседес је ратоборни адвокат, мајка девојчице и удовица успешног адвоката који је умро од инфаркта у наручју друге жене. Преузела је команду над фирмом покојног супруга, где се константно бори са његовим пословним партнером и својим љубавником — ожењеним лекаром.
Хулија је млада глумица која не жели да се удаје из очитих разлога. Ипак, наћи ће се растрзана између неверног мушкарца и јаке привлачности коју осећа према својој најбољој пријатељици, декларисаној лезбијки.

## Улоге
| Глумац:                   | Улога:               |
| ------------------------- | -------------------- |
| Габријела де ла Гарза     | Алма Апарисио        |
| Химена Рубио              | Мерседес Апарисио    |
| Лис Гаљардо               | Хулија Апарисио      |
| Марија дел Кармен Фаријас | Рафаела Апарисио     |
| Платарко Хаса             | Леонардо Виљегас     |
| Едуардо Викторија         | Клаудио              |
| Марко Тревињо             | Максимо              |
| Ерик Хајасер              | Алехандро Лопез Кано |
| Лурдес Виљареал           | Аурелија             |
| Ерендира Ибара            | Маријана             |
| Аурора Хил                | Мара                 |
| Силвија Карусиљо          | Исабел               |
| Паулина Гајтан            | Љеана                |
| Ева Софија Ернандес       | Исадора              |
| Алехандра де ла Мора      | Карла                |
| Тања Анхелес              | Дани                 |
| Нестор Родолфо            | Томас                |
| Марио Перез де Алба       | Армандо              |
| Роман Валтер              | Хорхе                |
| Јохана Муриљо             | Вивијана             |
| Дамијан Алказар           | Ернан                |
| Раул Мендес               | Мануел               |
| Маријанела Катањо         | Лусија               |
| Оскар Оливарес            | Мигел                |